# Лерио, Данило
Данило Саламанка Лерио младший (исп. Danilo Salamanca Lerio Jr.; род. 15 ноября 1980, Antipas, СОККСКСАРХЕН) — филиппинский боксёр, представитель наилегчайших весовых категорий. Выступал за национальную сборную Филиппин по боксу в конце 1990-х — начале 2000-х годов, бронзовый призёр чемпионата Азии, победитель и призёр турниров международного значения, участник летних Олимпийских игр в Сиднее. В 2002—2008 годах боксировал также на профессиональном уровне.

## Биография
Данило Лерио родился 15 ноября 1980 года в муниципалитете Антипас провинции Котабато, Филиппины.
Младший брат известного филиппинского боксёра Арлана Лерио.

### Любительская карьера
Первого серьёзного успеха на международном уровне добился в сезоне 1999 года, когда вошёл в основной состав филиппинской национальной сборной и побывал на международном турнире Хиральдо Кордова Кардин в Санта-Кларе, откуда привёз награду бронзового достоинства, выигранную в зачёте первой наилегчайшей весовой категории. Также в этом сезоне взял бронзу на чемпионате Азии в Ташкенте, уступив на стадии полуфиналов тайцу Субану Паннону.
В 2000 году выиграл бронзовую медаль на Олимпийском фестивале в Леоне, проиграв в полуфинале пуэрториканцу Ивану Кальдерону. Кроме того, дошёл до четвертьфинала на Хиральдо Кордова Кардин в Лас-Тунасе и стал серебряным призёром на олимпийском квалификационном Кубке короля в Бангкоке — благодаря этому удачному выступлению удостоился права защищать честь страны на летних Олимпийских играх в Сиднее. На Играх в категории до 48 кг прошёл первый этап соревнований без соперника, тогда как в 1/8 финала со счётом 15:17 потерпел поражение от испанца Рафаэля Лосано, который в итоге стал серебряным призёром этого олимпийского турнира.
После сиднейской Олимпиады Лерио ещё в течение некоторого времени оставался в составе боксёрской команды Филиппин и продолжал принимать участие в крупнейших международных турнирах. Так, в 2001 году в первом наилегчайшем весе он выступил на Хиральдо Кордова Кардин в Гаване, уступив в четвертьфинале местному кубинскому боксёру Юриоркису Гамбоа, и выиграл серебряную медаль на Кубке Роберто Баладо в Гаване, где в финале был побеждён другим кубинцем Андри Лаффитой.

### Профессиональная карьера
Покинув расположение филиппинской сборной, в 2002—2008 годах Данило Лерио выступал на профессиональном уровне. Боксировал преимущественно на домашних рингах в Филиппинах, и уровень его оппозиции был не очень высоким. В числе прочего, владел титулом чемпиона Австралазии в наилегчайшей весовой категории по версии Международной боксёрской федерации (IBF). В общей сложности провёл среди профессионалов 18 боёв, из них 15 выиграл (в том числе 4 досрочно), 2 проиграл, тогда как в одном случае была зафиксирована ничья.